# Lin Hallberg
Lin Hallberg, född 5 april 1956 i Saltsjöbaden, är en svensk författare som främst skriver böcker om hästar för unga, till exempel Sigge-böckerna, Rackastalletböckerna och Robotböckerna.
Hon har skrivit över 60 barn- och ungdomsböcker sedan debuten 1996 . 2007 rankades hennes bok April, april Sigge på 13 plats enligt Bokjuryn. 2010 vann hon Barnens Romanpris för boken Adzerk - den vita hingsten . 2013 rankades Teddy på ridläger på tionde plats i kategorin kapitelböcker 6-9 år .